# Navanax orbignyanus
Navanax orbignyanus is een slakkensoort uit de familie van de Aglajidae. De wetenschappelijke naam van de soort is voor het eerst geldig gepubliceerd in 1881 door Rochebrune.